# Propstei Nord-Nassau
Die Propstei Nord-Nassau ist eine von fünf Propsteien (Regionalgliederungen) der Evangelischen Kirche in Hessen und Nassau. Sie ist die nördlichste Propstei der Landeskirche und besteht aus vier Dekanaten mit insgesamt 169 Gemeinden und rund 200.000 Kirchenmitgliedern (Stand Juni 2020). Sitz der Propstei ist Herborn, die amtierende Pröpstin ist seit Januar 2021 Sabine Bertram-Schäfer (* 1966). Etwa 180 Pfarrer/-innen versehen in der Propstei ihren Dienst.

## Gebiet
Die Propstei Nord-Nassau reicht vom oberen Edertal im Norden über das Hessische Hinterland und das Lahn-Dill-Gebiet bis in den Westerwald und Vordertaunus im Süden. Ihr Gebiet erstreckt sich über sechs Landkreise in den Bundesländern Hessen, Rheinland-Pfalz und Nordrhein-Westfalen. Im Norden und Nordosten grenzt sie an die Evangelische Kirche von Westfalen und die Evangelische Kirche von Kurhessen-Waldeck, im Westen und Osten (Kirchenkreis an Lahn und Dill) an die Evangelische Kirche im Rheinland.

## Dekanate
Die Propstei umfasst derzeit (2022) vier Dekanate mit 169 Gemeinden:
- Dekanat Biedenkopf-Gladenbach (fusioniert 2016 aus den Dekanaten Biedenkopf und Gladenbach); Sitz Steffenberg (früher Biedenkopf); 47 Kirchengemeinden, etwa 51.000 Gemeindeglieder.[3]
- Dekanat an der Dill (fusioniert 2016 aus den Dekanaten Dillenburg und Herborn); Sitz Herborn; 36 Kirchengemeinden, etwa 53.000 Gemeindeglieder.[4]
- Dekanat an der Lahn (fusioniert 2022 aus den Dekanaten Runkel und Weilburg); Sitz Limburg; 55 Kirchengemeinden, rund 53.000 Gemeindeglieder.[5];
- Dekanat Westerwald (fusioniert 2018 aus den Dekanaten Bad Marienberg und Selters); Sitz Westerburg; 32 Kirchengemeinden, rund 56.000 Gemeindeglieder.[6]

## Geschichte
Bei der Neugliederung der 1934 durch Fusion von drei Kirchen entstandenen Evangelischen Landeskirche Nassau-Hessen wurden zunächst fünf Propsteien eingerichtet, wobei das Gebiet der Evangelischen Landeskirche in Nassau (incl. des 1867 ebenfalls an Preußen gefallenen Hessischen Hinterlandes und der Landgrafschaft Hessen-Homburg) die Propstei Nassau bildete. Als 1947 der Zusammenschluss der drei hessischen Kirchen offiziell bestätigt worden war, wurde die Propstei in die Propsteien Süd-Nassau (mit Sitz in Wiesbaden) und Nord-Nassau geteilt. Die Propstei Süd-Nassau wurde zum Ende des Jahres 2017 aufgelöst und ihr Gebiet auf die neu zugeschnittenen Propsteien Rhein-Main und Rheinhessen und Nassauer Land verteilt.

## Pröpste

### Propstei Nassau
- 1934:–000: Heinrich Peter
- 1934–1936: Alfred Trommershausen (kommissarisch)
- 1936–1945: Heinrich Peter

### Propstei Nord-Nassau
- 1950–1964: Karl Herbert
- 1965–1977: Karl Zoellner
- 1977–1989: Hans Wilhelm Stein
- 1989–1999: Günther Ermel
- 2000–2011: Michael Karg
- 2011–2020: Annegret Puttkammer
- 2021––000: Sabine Bertram-Schäfer